# Dania
För andra betydelser, se Dania (olika betydelser).
Dania är ett fonetiskt alfabet, avsett för att beräkna ljudet i talad danska. I danska ordböcker, där man också anger uttalet, använder man typisk Dania – eller ändrade versioner. Fonetiskt alfabet i Dania noteras inom hakparenteser. Exempelvis ordet gud: [ɡuð]. Dania använder alla alfabetets bokstäver samt några extra tecken, såsom [ð] och specialtecken, som inte finns i vanlig teckenuppsättning. Vissa tecken, som normalt är synonyma på danska, har i Dania olika betydelser – exempelvis [œ] och [æ].
Systemet har fått sitt namn efter Dania: Tidsskrift for Folkemål og Folkeminder (1890–1903), där det först publicerades på initiativ av bland andra Otto Jespersen

## Användning av det fonetiska alfabetet

### Tryck, stöd och längd
| Tecken | Namn       | Beskrivning |
| ------ | ---------- | --- |
| '      | huvudtryck | tecknet anger, att den efterföljande stavelsen har tryck, till exempel i ananas [ˈanaˌnas], chokolade [sjokoˈla·ðə]              |
| ˌ      | bitryck    | tecknet anger att den efterföljande stavelsen har ett tryck som är lite svagare än huvudtryck, till exempel udbrede [ˈuðˌbræ'ðə] |
| '      | stöd       | tecknet anger att det förra ljudet har stöd, till exempel sen [ˈse'n], sind [ˈsen']                                              |
| ·      | längd      | tecknet anger att den förra vokalen är lång, till exempel male [ˈma·lə]                                                          |